# Gastrochilus dasypogon
Gastrochilus dasypogon är en orkidéart som först beskrevs av James Edward Smith, och fick sitt nu gällande namn av Carl Ernst Otto Kuntze. Gastrochilus dasypogon ingår i släktet Gastrochilus och familjen orkidéer. Inga underarter finns listade i Catalogue of Life.